# Tanna taipinensis
Tanna taipinensis és una espècie d'hemípter auquenorrinc de la família dels cicàdids. Va ser anomenada l'any 1907 per l'entomòleg japonès Shōnen Matsumura.